# Mongolia en los Juegos Olímpicos de Múnich 1972
Mongolia estuvo representada en los Juegos Olímpicos de Múnich 1972 por un total de 39 deportistas, 37 hombres y 2 mujeres, que compitieron en 7 deportes.
El portador de la bandera en la ceremonia de apertura fue el luchador Bazarragchaaguiin Jamsran.

## Medallistas
El equipo olímpico mongol obtuvo las siguientes medallas:
| Nombre                | Deporte     | Competición |
| --------------------- | ----------- | ----------- |
| Oro                   |             |             |
| —                     |             |             |
| Plata                 |             |             |
| Jorlooguiin Bayanmönj | Lucha libre | 100 kg M    |
| Bronce                |             |             |
| —                     |             |             |